# Мачерата (провинция)
Мачерата (на италиански: Provincia di Modena) е провинция в Италия, в региона Марке.
Площта ѝ е 2774 км², а населението – около 315 000 души (2007). Провинцията включва 55 общини, а административен център е град Мачерата.

## Административно деление
Провинцията се състои от 55 общини:
- Мачерата
- Апиняно
- Апиро
- Белфорте дел Киенти
- Болоньола
- Валфорначе
- Висо
- Гальоле
- Гуалдо
- Езанатоля
- Калдарола
- Камерино
- Кампоротондо ди Фиастроне
- Кастелраймондо
- Кастелсантанджело сул Нера
- Колмурано
- Коридония
- Лоро Пичено
- Мателика
- Моляно
- Монте Кавало
- Монте Сан Джусто
- Монте Сан Мартино
- Монтекасиано
- Монтекозаро
- Монтелупоне
- Монтефано
- Моровале
- Муча
- Пена Сан Джовани
- Петриоло
- Пиеве Торина

- Пиорако
- Поджо Сан Вичино
- Поленца
- Порто Реканати
- Потенца Пичена
- Реканати
- Рипе Сан Джинезио
- Сан Джинезио
- Сан Северино Марке
- Сант'Анджело ин Понтано
- Сарнано
- Серавале ди Киенти
- Серапетрона
- Сефро
- Толентино
- Трея
- Урбисаля
- Усита
- Фиастра
- Фиумината
- Чесапаломбо
- Чивитанова Марке
- Чинголи